# ギルフォード (イングランド)
ギルフォード（英: Guildford）は、イングランドのサリー州にあるタウンで、同州およびバラ・オブ・ギルフォードのカウンティ・タウンにもなっている。
2011年の人口は13万7200人。
首都ロンドンの南西43kmに位置している。
ギルフォードは、ローマ人がブリテン島から去ったすぐ後に、サクソン人によって建設されたことが、考古学的に証明されている。
1086年のドゥームズデイ・ブックには、'Geldeford'や'Gildeford'と記されている。

## ギルフォード大聖堂
ギルフォード大聖堂は、イングランド国教会のカンタベリー大聖堂管区・ギルフォード教区の主教座聖堂である。1936年に建築が始められ、1961年に完成した。エドワード・モーフ (Edward Maufe)による英国ゴシック・リヴァイヴァル式のデザインで、現代性を強調して総レンガ造リである。

## 教育
1970年からサリー大学（en）のメインキャンパスは、スタッグ・ヒルというギルフォードの中心部のはずれ、大聖堂に隣接した位置にある。

## 姉妹都市
- - フライブルク・イム・ブライスガウ, ドイツ
- - ムコノ, ウガンダ

## 関係者

### 出身者
- エリック・クラプトン - ミュージシャン、シンガーソングライター
- マイク・ラザフォード - ギタリスト
- スチュアート・ウィルソン - 俳優
- デヴィッド・ヘミングス - 俳優
- リリー・コリンズ - 女優
- カズオ・イシグロ - 小説家、2017年ノーベル文学賞受賞。生まれてから幼稚園まで長崎市居住。
- P・G・ウッドハウス - 小説家
- ピーター・モリニュー - ゲームデザイナー
- ポール・バーチル - プロレスラー
- キャサリン・レッグ - 女性レーシングドライバー

### ゆかりある人物
- ジェレミー・ハント - 政治家、蔵相・外相。生地はロンドンランベス区で、育ちはギルフォード市 (en) にある、サリー州内で最も美しい村とも言われるシェア (en)。